# Gotham lovagjai
A Gotham lovagjai (eredeti cím: Gotham Knights) 2023-as amerikai szuperhős sorozat, amelyet Natalie Abrams, Chad Fiveash és James Stoteraux alkotott. Középpontjában a Batman család tagjai és más DC Comics mellékszereplők állnak. A főbb szerepekben Oscar Morgan, Olivia Rose Keegan, Navia Robinson, Fallon Smythe, Tyler DiChiara, Anna Lore, Rahart Adams és Misha Collins látható.
Amerikában 2023. március 14-én a The CW, Magyarországon 2023. március 23-án az HBO Max mutatta be. Szinkronosan az HBO 3 mutatta be 2023. június 22-én.
A sorozatot 2023 júniusában, egy évad után törölték.

## Történet
Bruce Wayne halála után fogadott fia, Turner Hayes szövetséget köt a szökevény Harper és Cullen Row-val, valamint a bűnöző Duelával, amikor Gotham City rendőrsége és kerületi ügyésze, Harvey Dent mindannyiukat megvádolja gyilkosság elkövetésével. A négy fiatal megpróbálja tisztázni a nevüket, és kideríteni, hogy ki ölte meg valójában Bruce Wayne-t. Ebben Turner barátnője, Stephanie Brown és Turner osztálytársa, Carrie Kelley segít nekik, aki titokban Robinként tevékenykedik. A rejtély, hogy ki tette őket felelőssé, hamarosan a Baglyok bíróságához vezet. Idővel Gotham új védelmezőivé válnak, akiket „Gotham lovagjai” néven ismernek.

## Szereplők

### Főszereplők
- Turner Hayes, Bruce Wayne örökbefogadott fia, a Gotham Akadémia diákja, aki állítólag felbérelte azt a három embert, akiket Bruce meggyilkolásával vádolnak. Turner Hayes a sorozat eredeti karaktere, nem a képregényekből származik.[6][7]
- Duela, a néhai Joker lánya, aki azok között van, akiket Bruce Wayne meggyilkolásával vádolnak.
- Carrie Kelley / Robin, a Gotham Akadémia diákja és Batman jelenlegi segédje, aki Turnerrel szövetkezik, hogy megtalálják Batman gyilkosát.
- Harper Row, egy fiatal utcai mérnök és Cullen nővére, aki egyike azoknak, akiket Bruce Wayne meggyilkolásával vádolnak.
- Cullen Row, Harper testvére, aki egyike azoknak, akiket Bruce Wayne meggyilkolásával vádolnak.
- Stephanie Brown, a Gotham Akadémia diákja, Turner legjobb barátja és kódolási szakértő. Turnerrel szövetkezik, hogy segítsen megtalálni Batman gyilkosát.
- Brody March, Lincoln March fia és a Gotham Akadémia egyik diákja.
- Harvey Dent, Bruce Wayne régi barátja és Gotham City államügyésze.

### Mellékszereplők
- Cressida Clarke, Bruce Wayne attaséja, aki fiatalabb korában segített vigyázni Turnerre, de titokban a Baglyok bíróságának dolgozik.
- Soto biztos, a Gothami Rendőrség egyik biztosa.
- Rebecca March, Brody March édesanyja és Lincoln March felesége.
- Lincoln March, Brody March apja, Rebecca March férje és egy ismert iparmágnás.
- Crystal Brown, Stephanie Brown édesanyja.
- Arthur Brown, Stephanie Brown apja és a "Quiz Bowl" című műsor házigazdája.

### Vendégszereplők
- Bruce Wayne / Batman, a Wayne Enterprises vezérigazgatója, Turner örökbefogadó apja és igazságosztó, akit holtan találnak.
- Ford nyomozó, a Gotham City-i rendőrség Harvey Dentnek dolgozó nyomozója, aki egyike azoknak a rendőröknek, akik megpróbálták megölni Turnert és a többieket.
- Yindel biztos, Gotham City rendőrségének egyik biztosa.
- Hamilton Hill, Gotham City polgármestere, aki a Baglyok bíróságával szövetkezik. A Baglyok bírósága egy mérges gázbombával felszerelt limuzinban öli meg, miután teljesítette a feladatát.
- Vernon Wagner, a Mutánsok szupererős vezetője.
- Eunice Harmon, egy idős hölgy, a Robinson Park melletti idősek otthonának lakója, aki az ismert sorozatgyilkos Felix Harmon lánya.
- Titus Jones, Pericles Jones fia.
- Dr. Kelley, Carrie prominens orvos édesanyja.
- Joe Chill, a halálraítélt, akit Thomas Wayne és Martha Wayne meggyilkolásáért ültettek be egy rablás során.
- Mr. Hayes, Turner biológiai apja, akit egy ismeretlen személy meggyilkolt.
- Mrs. Hayes, Turner biológiai anyja, akit egy ismeretlen személy meggyilkolt.
- Jane Doe, Duela édesanyja, akinek sokkoló információi visszavonhatatlanul megváltoztatják Duela életét.

## Szereposztás

### Főszereplők
| Színész            | Szerep                | Magyar hang    |
| ------------------ | --------------------- | -------------- |
| Oscar Morgan       | Turner Hayes          | Nikas Dániel   |
| Olivia Rose Keegan | Duela                 | Nagy Katica    |
| Navia Robinson     | Carrie Kelley / Robin | Dér Marus      |
| Fallon Smythe      | Harper Row            | Koller Virág   |
| Tyler DiChiara     | Cullen Row            | Czető Ádám     |
| Anna Lore          | Stephanie Brown       | Staub Viktória |
| Rahart Adams       | Brody March           | Lukács Dániel  |
| Misha Collins      | Harvey Dent           | Széles Tamás   |

### Mellékszereplők
| Színész               | Szerep               | Magyar hang            |
| --------------------- | -------------------- | ---------------------- |
| K.K. Moggie           | Cressida Clarke      | F. Nagy Erika          |
| Deja Dee              | Soto biztos          | Peller Anna            |
| Lauren Stamile        | Rebecca March        | Pikali Gerda           |
| Damon Dayoub          | Lincoln March        | Barabás Kiss Zoltán    |
| Sunny Mabrey          | Crystal Brown        | Haumann Petra          |
| Ethan Embry           | Arthur Brown         | Rajkai Zoltán          |
| David Miller          | Bruce Wayne / Batman |                        |
| Joel Keller           | Ford nyomozó         | Tokaji Csaba           |
| Fiona Byrne           | Yindel biztos        |                        |
| Randall Newsome       | Hamilton Hill        | Barbinek Péter         |
| Keil Oakley Zepernick | Vernon Wagner        |                        |
| Veronica Cartwright   | Eunice Harmon        | Pálos Zsuzsa           |
| Perris Drew           | Titus Jones          | Blahó Gergely          |
| Angela Davis          | Dr. Kelley           | Sági Tímea             |
| Doug Bradley          | Joe Chill            | Horányi László         |
| Charlie Bodin         | Mr. Hayes            | Horváth-Töreki Gergely |
| Emily Rose            | Mrs. Hayes           | Ligeti Kovács Judit    |
| Lindy Booth           | Jane Doe             | Majsai-Nyilas Tünde    |

### Magyar változat
- Bemondó: Orosz Gergő
- Magyar szöveg: Solymosi Lukács
- Hangmérnök: Kertész Bertalan
- Vágó: Kajdácsi Brigitta
- Gyártásvezető: Kincses Tamás
- Szinkronrendező: Nikodém Zsigmond
- Produkciós vezető: Várkonyi Krisztina

A szinkront az HBO megbízásából a Mafilm Audio Kft. készítette.

## Epizódok
| #   | Cím                       | Rendező              | Író                                           | Premier                                                                   | Nézettség   | Gyártási szám |
| --- | ------------------------- | -------------------- | --------------------------------------------- | ------------------------------------------------------------------------- | ----------- | ------------- |
| 1.  | Pilot                     | Danny Cannon         | Natalie Abrams, Chad Fiveash, James Stoteraux | 2023. március 14. 2023. március 23. (HBO Max) 2023. július 22. (HBO 3)    | 0.61 millió | T15.10160     |
| 2.  | Scene of the Crime        | Jeffrey Hunt         | Chad Fiveash, James Stoteraux                 | 2023. március 21. 2023. március 30. (HBO Max) 2023. július 29. (HBO 3)    | 0.43 millió | T43.10202     |
| 3.  | Under Pressure            | Lauren Petzke        | Natalie Abrams                                | 2023. magyar 28. 2023. április 6. (HBO Max) 2023. augusztus 5. (HBO 3)    | 0.48 millió | T43.10203     |
| 4.  | Of Butchers and Betrayals | Geoffrey Wing Shotz  | David Paul Francis, Devon Balsamo-Gillis      | 2023. április 4. 2023. április 13. (HBO Max) 2023. augusztus 12. (HBO 3)  | 0.47 millió | T43.10204     |
| 5.  | More Money, More Problems | Nimisha Mukerji      | Elle Lipson, Summer Plair                     | 2023. április 11. 2023. április 20. (HBO Max) 2023. augusztus 19. (HBO 3) | 0.38 millió | T43.10205     |
| 6.  | A Chill in Gotham         | Alexandra La Roche   | Nicki Holcomb, Nate Gualtieri                 | 2023. április 25. 2023. május 4. (HBO Max) 2023. augusztus 26. (HBO 3)    | 0.43 millió | T43.10206     |
| 7.  | Bad to Be Good            | Avi Youabian         | Alegre Rodriquez, Michelle Furtney-Goodman    | 2023. május 2. 2023. május 11. (HBO Max) 2023. szeptember 2. (HBO 3)      | 0.33 millió | T43.10207     |
| 8.  | Belly of the Beast        | Jeffrey Hunt         | David Paul Francis, Nate Gualtieri            | 2023. május 9. 2023. május 11. (HBO Max) 2023. szeptember 9. (HBO 3)      | 0.35 millió | T43.10208     |
| 9.  | Dark Knight of the Soul   | Eric Dean Seaton     | Elle Lipson, Devon Balsamo-Gillis             | 2023. május 23. 2023. május 18. (HBO Max) 2023. szeptember 16. (HBO 3)    | 0.33 millió | T43.10209     |
| 10. | Poison Pill               | Elizabeth Henstridge | Nicki Holcomb, Summer Plair                   | 2023. május 30. 2023. június 1. (HBO Max) 2023. szeptember 23. (HBO 3)    | 0.39 millió | T43.10210     |
| 11. | Daddy Issues              | America Young        | Natalie Abrams, Caroline Dries                | 2023. június 6. 2023. június 8. (HBO Max) 2023. szeptember 30. (HBO 3)    | 0.36 millió | T43.10211     |
| 12. | City of Owls              | Ben Hernandez Bray   | Brooke Pohl, Amy Do Thurlow                   | 2023. június 20. 2023. június 29. (HBO Max) 2023. október 7. (HBO 3)      | 0.28 millió | T43.10212     |
| 13. | Night of the Owls         | Jeffrey Hunt         | Chad Fiveash, James Stoteraux                 | 2023. június 27. 2023. július 6. (HBO Max) 2023. október 14. (HBO 3)      | 0.33 millió | T43.10213     |

## A sorozat készítése
2021 decemberében jelentették be, hogy a The CW-nél egy televíziós sorozatadaptáció készül. A sorozatot Natalie Abrams, James Stoteraux és Chad Fiveash írta, akik a Berlanti Productions révén Greg Berlanti, Sarah Schechter és David Madden mellett vezető producerek is lettek. Az azonos című videojáték szintén egy Bruce Wayne utáni Gothamben játszódik, de a projektek nem kapcsolódnak egymáshoz. 2022 februárjában a The CW berendelte a sorozat pilotját. A pilot jelmezeinek tervezésénél Jennifer May Nickel jelmeztervező, Stoteraux és Fiveash írókkal együtt dolgozott, hogy a Gotham Academy képregényekből származó egyenruhákat elkészítsék. 2022 májusában a The CW berendelte a sorozatot.
2023 májusában Brad Schwartz, a The CW szórakoztatóipari elnöke kijelentette, hogy a Gotham lovagjai azon sorozatok közé tartozik, amelyek közvetlenül nem voltak nyereségesek a The CW számára, és drágábbak voltak, mint a The CW számára importált sorozatok. 2023. június 12-én a The CW egy évad után törölte a sorozatot. 2023. június 12-én a The CW egy évad után törölte a sorozatot. Chad Fiveash és James Stoteraux showrunnerek június 14-én kijelentették, hogy a Warner Bros. Discovery és a Berlanti Productions hónapokkal a törlés előtt megpróbáltak egy másik csatornát találni, amely felvenné a sorozatot, de nem jártak sikerrel.

### Szereplőválogatás
2022 márciusában Fallon Smythe és Tyler DiChiara kapta meg a pilotszerepeket, majd nem sokkal később Oscar Morgan, Olivia Rose Keegan és Navia Robinson következett. Misha Collins elárulta, hogy ő fogja alakítani Harvey Dentet. Anna Lore is csatlakozott a stábhoz, ő alakítja Stephanie Brownt. Áprilisban Rahart Adams kapta meg Brody szerepét, akinek szülei visszatérő szerepeket kaptak Lauren Stamile és Damon Dayoub személyében. 2023 januárjában Ethan Embry és Sunny Mabrey kaptak visszatérő szerepet Cluemaster és Crystal Brown szerepében. 2023 márciusában Doug Bradley csatlakozott a szereplőgárdához visszatérő szerepben, mint Joe Chill.

### Forgatás
A pilot epizód forgatása 2022 áprilisában kezdődött Torontóban. 2022. szeptember 13-án kezdődött az évad további részének forgatása Atlantában.